# Kraste
Kraste es una pequeña ciudad en el condado de Dibër,  al este de Albania. Con una población de 2142 habitantes, es el centro y la única ciudad de la unidad municipal de Martanesh. En la reforma del gobierno local de 2015 se convirtió en parte del municipio de Bulqizë. Situada en una meseta, a 1.100 m de altitud, es la ciudad más alta de Albania. Kraste fue fundada como una nueva ciudad minera en 1970, principalmente para la explotación de mineral de cromo de la mina Batra. 

## Geografía y ubicación.
Se encuentra en una meseta, en la ladera occidental de la montaña Kalti de 1.592 m, parte del Mali i Lopës. Está a una altitud de 1.100 m, por lo que es la ciudad más alta de Albania. Kraste está situada en una región montañosa relativamente aislada y a 20 km de la ciudad i mportante más cercana, Bulqizë . Kraste está a casi 145 km por carretera de la capital Tirana, a pesar de estar solo a 40 km en línea recta de ella. Se espera que la finalización de la nueva carretera Arbër reduzca a la mitad la distancia de la ciudad desde la capital de Albania. : 4 

## Historia
Las primeras evidencias arqueológicas se encontraron en el distrito de Bulqize, especialmente en las aldeas de Krajke y Shupenze, : 8  y se descubrió en la aldea de Gjonun un martillo de piedra, hoy expuesto en el Museo Histórico de Burrel,  adyacente a Kraste, lo que sugiere que la región estuvo habitada desde la Edad de Piedra. 
El 25 de febrero de 1965, once miembros de la Expedición Geológica de Batra perecieron bajo una repentina avalancha en el arroyo de Batra (aproximadamente a 5 km del sitio donde más tarde se construyó la ciudad de Kraste), durante un intento por rescatar a uno de sus amigos. La nueva mina Batra que abrió en 1967 : 41  fue llamada "11 Heronjte" (11 Héroes) en su honor.
Kraste fue fundada en 1970, como una nueva comunidad minera para alojar a los trabajadores de la mina Batra, en el distrito de Mat. Después de un año, en 1971 comenzó a operar la nueva mina Krasta. : 48 Los primeros habitantes se asentaron en Krastë en 1974 y la localidad creció lentamente hasta ser un pequeño asentamiento urbano, basado en un plan urbano aprobado. En 1979 Krastë fue declarada oficialmente una ciudad. En 1987, se construyó una fábrica de enriquecimiento de cromo en la ciudad. Después de la división del distrito de Dibra en 1992, la administración local de Krastë cambió del distrito de Mat al distrito de Bulqizë, junto con toda la comuna de Martanesh, y se convirtió en el centro de la misma. 

## Población
Los primeros ciudadanos se asentaron en la ciudad recién fundada de Krastë en 1974. En 2005, la población de Krastë era de 1540. A partir de 2011 vivían en Krastë 2142 habitantes de 477 familias. Esto constituye el 82% de la población total de 2601 habitantes de la comuna de Martanesh, distribuida en 658 familias. A pesar del ligero aumento de la población en la ciudad, muchos habitantes de la región han emigrado al extranjero. 

## Religión
Los ciudadanos de Krastë y las áreas rurales circundantes son predominantemente seguidores del bektashismo, mientras que también hay una considerable comunidad cristiana católica bajo la Diócesis de Rrëshen, que se estableció el 7 de diciembre de 1996 e incluye los distritos de Bulqizë, Dibër y Mat.
La sede mundial de la Orden Bektashi se estableció oficialmente en Albania en agosto de 1930, después de la prohibición de todas las órdenes dervishas en Turquía en otoño de 1925. La comunidad Bektashi de Albania se dividió en seis distritos y el Khanqah de Krastë fue la sede del distrito de Elbasan. La religión fue prohibida por la dictadura comunista de Albania en 1967 y después de casi un cuarto de siglo, el 22 de marzo de 1990 se celebró nuevamente el Nowruz (el Día del Sultán Novruz). Esto marcó la resurrección oficial del Bektashismo en el país y asistieron a las celebraciones incluso la Madre Teresa, que visitó la Sede Mundial de la Orden Bektashi en Tirana.
Cada 29 de junio, al sureste de Krastë, en el Ballenjë tekke de Martanesh, creyentes bektashi de Albania y otros países se reúnen en una peregrinación masiva para celebrar el día del Sultán Balím ( en albanés: Ballëm Sulltan ), en memoria de la segunda figura más importante de la Orden Bektashi.

## Economía e infraestructura
A pesar de la riqueza en recursos naturales, el desempleo es alto. La minería es el principal sector de la economía de la ciudad, mientras que la población depende mucho de las remesas de los emigrantes. Muchas familias viven en la pobreza; el 32.4 % de familias de la comuna de Martanesh recibe asistencia económica En enero de 1998, la empresa de infraestructuras de agua de Krista se benefició de un fondo de 600 millones de leks que el entonces Ministerio de Construcción y Asuntos Públicos asignó para la construcción de 43 instalaciones de suministro de agua.

### Minería
La explotación del cromo fue una de las ramas más importantes de la economía centralizada de la República Socialista Popular de Albania hasta principios de los años noventa. En la década de 1980, Albania era un productor y exportador mundial líder de cromita y, a menudo, ocupaba el segundo lugar en términos de exportación (detrás de Sudáfrica) y el tercero en producción (detrás de Sudáfrica y la antigua Unión Soviética ).
Se considera que las reservas minerales de la mina Krasta contienen metales raros como el cobalto y el platino, cuya explotación hoy es inaccesible. Después de 1999, el gobierno de Albania otorgó cuatro contratos de minería para la explotación del cromo en algunas galerías de la mina Krasta. En 2006, se estimó que 2   millones de toneladas de mineral de cromo quedaron sin explotar en la mina de la ciudad, lo que hace que la mina de Krasta sea la segunda de Bulqizë en términos de reservas de cromo de Albania.